# Brumagne
Brumagne est un hameau du village de Lives-sur-Meuse, sur la rive droite de la Meuse, entre Namur et Andenne, en province de Namur (Belgique). Avec Lives-sur-Meuse il fait aujourd’hui partie de la commune de Namur (Région wallonne).
Le hameau est divisé en trois parties : le village historique autour de l‘église, dans l’angle de la rue de Loyers et de la chaussée de Liège RN 90], le bord de Meuse (entre la chaussée de Liège et la Meuse), et un quartier moderne qui s’est développé sur les hauteurs que l‘on atteint par la rue de Pologne.
Au XVIIe siècle, le seigneur de Brumagne était Charles d'Eynatten, époux de Jeanne de Boubay.

## Patrimoine
- L’église Notre-Dame-de-Lourdes se trouve à l’entrée de la partie ancienne du hameau, sur la route qui monte à Loyers.
- Le château de Brumagne (en bord de Meuse) date de la première moitié du XVIIIe siècle. Il a appartenu à la famille Carton de Wiart. À la suite d’un incendie (2001), il est aujourd'hui en rénovation.
- L’EuroVelo 19’ (Ravel de Meuse) longe la Meuse (rive droite) sur toute la longueur de Brumagne.
- Le hameau se trouve exactement en face de l’endroit - sur l‘autre rive de la Meuse (à Marche-les-Dames) - où le Roi Albert I fit une chute mortelle, le 17 février 1934.